# Parada da Diversidade de Curitiba
A Parada da Diversidade e a Marcha pela Diversidade de Curitiba são eventos anuais que ocorrem na capital do Paraná, em que a comunidade celebra a diversidade sexual e de gênero, a história, a cultura e a luta pelos direitos LGBT.

## História
Considerada a primeira parada LGBT no Brasil, o evento era inicialmente chamado como parada gay ou GLT (gays, lésbicas e travestis), que ocorreu no dia 31 de janeiro de 1995. A Parada GLT de Curitiba foi organizada em conjunto com a fundação da Associação Brasileira de Gays, Lésbicas e Travestis (ABGLT), que continua a ser uma das principais entidades de luta pelos direitos LGBTQIA+ no Brasil. O evento contou com a participação de mais de 500 pessoas e 40 grupos de diversas partes do Brasil. A concentração ocorreu na Praça Santos Andrade, e a marcha percorreu as ruas principais do centro da cidade, com discursos na famosa Boca Maldita.
Após a primeira Parada GLT em 1995, Curitiba continuou a sediar eventos anuais que cresceram em tamanho e importância. A parada tornou-se um evento significativo no calendário da cidade, atraindo milhares de participantes a cada ano. Durante a década de 2000, a Parada da Diversidade de Curitiba começou a ganhar mais visibilidade e apoio da mídia local, aumentando a participação e a conscientização sobre os direitos.
O evento foi renomeado para "Parada da Diversidade" em 2005, quando a Associação Paranaense da Parada da Diversidade (APPAD) começou a organizar o evento. Desde então, a APPAD tem sido responsável pela organização da parada, com o apoio de outras organizações, promovendo a visibilidade e os direitos da comunidade LGBTQIA+ em Curitiba e no Paraná.
Em 2015, a Parada celebrou 15 anos com um recorde de participação, destacando a importância da luta contínua pelos direitos e igualdade.
O Grupo Dignidade, que organizava a parada anteriormente, iniciou também uma Marcha pela Diversidade em Curitiba em 2016, acontecendo em paralelo à Parada da Diversidade. Segundo Toni Reis, a marcha comemora o Dia Internacional de Combate à Homofobia. Porém, em anos posteriores, a marcha também fez referência ao Dia Internacional do Orgulho LGBT.
Em 2020, a parada foi realizada virtualmente devido à pandemia de COVID-19.
Em julho 2022, foi retomada a marcha em homenagem ao mês do orgulho. Após a marcha, foi também realizada a parada em novembro. O evento foi interrompido, após Laurize Oliveira, uma DJ, cair de um trio elétrico e morrer.
Em 10 de dezembro de 2023, a Parada da Diversidade em Curitiba foi multada em R$ 13.024,74 pela Prefeitura de Curitiba. A multa foi aplicada à União das Lésbicas, Gays, Bissexuais, Travestis e Transexuais do Paraná (UNALGBTPR) por realizar o evento sem a licença específica exigida pela legislação municipal. A UNALGBTPR afirmou que tentou obter a autorização necessária, mas não obteve resposta da prefeitura a tempo. Decidiram, então, realizar o evento como um ato político na Rua Marechal Deodoro, no centro da cidade, com toda a estrutura de segurança necessária. A organização considera a multa uma medida política e arbitrária, destacando a importância cultural e histórica da Parada da Diversidade, que ocorre há mais de 20 anos em Curitiba. Em agosto de 2023, um vereador de Curitiba apresentou um projeto de lei que visava proibir a participação de crianças e adolescentes em eventos LGBTQIA+, como as paradas do orgulho. A proposta encontrou resistência, com a procuradora jurídica da Câmara de Curitiba apontando possíveis inconstitucionalidades no texto.
Os eventos geralmente acontecem desde a Praça 19 de Dezembro até a Praça Nossa Senhora de Salete, em frente a Assembleia Legislativa do Paraná.